# Constante de Bruijn-Newman
La constante de Bruijn-Newman, denotada por {\displaystyle \Lambda } y nombrada así por Nicolaas Govert de Bruijn y Charles M. Newman, es una constante matemática definida a través de los ceros de cierta función {\displaystyle H:\mathbb {R} \times \mathbb {C} \rightarrow \mathbb {C} } , donde consideramos a {\displaystyle \lambda } como la variable real y a {\displaystyle z} como la variable compleja . Específicamente se define
{\displaystyle H(\lambda ,z):=\int _{0}^{\infty }e^{\lambda u^{2}}\Phi (u)\cos(zu)du} ,
dónde {\displaystyle \Phi :\mathbb {C} \rightarrow \mathbb {C} } es
{\displaystyle \Phi (u)=\sum _{n=1}^{\infty }(2\pi ^{2}n^{4}e^{9u}-3\pi n^{2}e^{5u})e^{-\pi n^{2}e^{4u}}}
la cual decae super -exponencialmente. Y de esta forma definimos {\displaystyle \Lambda } como el único número real con la propiedad de que {\displaystyle H(\lambda ,\cdot )} tiene solamente ceros reales si y solo si {\displaystyle \lambda \geq \Lambda }.
La constante {\displaystyle \Lambda } está estrechamente relacionada con la hipótesis de Riemann sobre los ceros de la función zeta de Riemann: dado que la hipótesis de Riemann es equivalente a la afirmación de que todos los ceros de {\displaystyle H(0,\cdot )} son reales, la hipótesis de Riemann es equivalente a la conjetura de que {\displaystyle \Lambda }. Brad Rodgers y Terence Tao demostraron que {\displaystyle \Lambda <0} no puede ser cierto, por lo que la hipótesis de Riemann es equivalente a {\displaystyle \Lambda =0} . Posteriormente, Alexander Dobner proporcionó una prueba simplificada del resultado de Rodgers-Tao.

## Historia
De Bruijn demostró en 1950 que {\displaystyle H(\lambda ,\cdot )} solo tiene ceros reales si {\displaystyle \lambda \geq {\frac {1}{2}}} , y además, que si {\displaystyle H(\lambda ,\cdot )} tiene solo ceros reales para algún {\displaystyle \lambda }, {\displaystyle H(\lambda ,\cdot )} también tiene solo ceros reales si {\displaystyle \lambda } se reemplaza por cualquier valor mayor. Newman demostró en 1976 la existencia de una constante {\displaystyle \Lambda } para la cual se cumple la afirmación "si y solo si"; y esto implica entonces que {\displaystyle \Lambda } es único. Newman también conjeturó que {\displaystyle \Lambda \geq 0}.

## Cotas Superiores
El límite superior de De Bruijn de {\displaystyle \Lambda \leq 1/2} no mejoró hasta 2008, cuando Ki, Kim y Lee demostraron {\displaystyle \Lambda <1/2}, haciendo estricta la desigualdad .
En diciembre de 2018, el proyecto 15th Polymath mejoró el límite a {\displaystyle \Lambda \leq 0,22} . Se envió un manuscrito del trabajo de Polymath a arXiv a fines de abril de 2019, y se publicó en la revista Research In the Mathematical Sciences en agosto de 2019.
Este límite fue mejorado ligeramente en abril de 2020 por Platt y Trudgian para {\displaystyle \Lambda \leq 0.2} .

## Cotas inferiores a través del tiempo
| Año  | Límite inferior en {\displaystyle \Lambda } | Autores                                               |
| ---- | ------------------------------------------- | ----------------------------------------------------- |
| 1987 | −50                                         | Csordas, G.; Norfolk, TS; Varga, RS                   |
| 1990 | −5                                          | Te Riele, HJJ                                         |
| 1992 | −0.385                                      | Norfolk, TS; Ruttán, A.; Varga, RS                    |
| 1991 | −0.0991                                     | Csordas, G.; Ruttán, A.; Varga, RS                    |
| 1993 | −5,895 ×10−9                                | Csordas, G.; Odlyzko, AM; Smith, W.; Varga, RS        |
| 1994 | −4,379 ×10−6                                | Csordas, George; Smith, Wayne; Varga, Richard S.      |
| 2000 | −2,7 ×10−9                                  | Odlyzko, AM                                           |
| 2011 | −1,1 ×10−11                                 | Saouter, Yannick; Gourdon, Xavier; Demichel, Patricio |
| 2018 | 0                                           | Rogers, Brad; Tao, Terencio                           |